# Национальная библиотека Греции
Национальная библиотека Греции (греч. Εθνική Βιβλιοθήκη της Ελλάδος) — национальная библиотека, центральное хранилище печати, центр национальной библиографии (эллинистики), центр ISBN, ISSN и ISMN Греческой Республики. Главное здание библиотеки, наряду с Афинским университетом имени Каподистрии и Национальной академией, является составной частью неоклассической Афинской трилогии, созданной по проекту архитектора Теофила фон Хансена. Выполнено в дорическом ордере.

## История

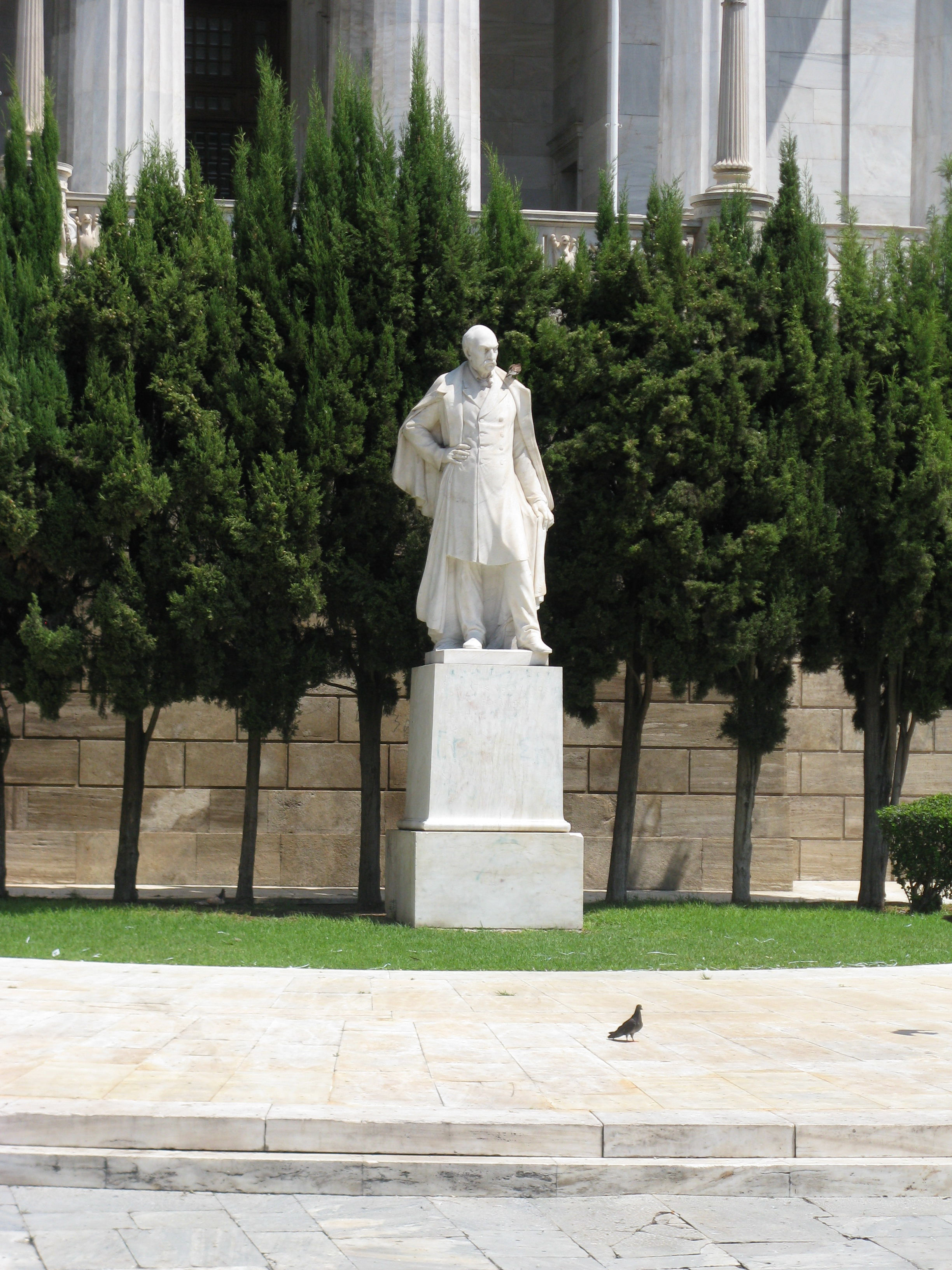
Статуя Панагиса Валлианоса у входа в Национальную библиотеку в Афинах

Оригинальная идея создания Национальной библиотеки принадлежала известному швейцарскому филэллину Якобу Мейеру. Она была опубликована в августе 1824 года в статье Мейера для газеты «Греческая хроника» города Месолонгион. Эта идея была подхвачена новым греческим правительством, возглавляемым Иоанном Каподистрия, который сплотил вокруг неё такие интеллектуальные институты, как образовательные учреждения, национальные музеи и издательские дома. Непосредственным руководителем стал Андреас Мустоксидис, который таким образом стал директором Национального археологического музея и Национальной школы.
В конце 1830 года библиотека, которую Мустоксидис назвал Национальной библиотекой, уже имела 1018 томов печатных книг, собранных или греками или филэллинами. В 1834 году библиотеку перенесли в новую столицу — Афины. Здесь её временно разместили сначала в муниципальной бане римского рынка, а затем в церкви Святого Элефтериоса, рядом с храмом.
Собрание очень быстро росло. При поддержке Димитриса Постолакаса из частных библиотек было выкуплено 1995 томов. Также библиотека приняла в дар библиотеки Христофороса и Константиноса Сакеллариосов — 5400 томов и Маркоса Рениериса — 3401 том.
В 1842 году публичная библиотека объединилась с библиотекой Афинского университета — около 15 000 томов и даже была размещена в здании нового университета, построенного по инициативе короля Оттона. Новым директором расширенного института был назначен Георг Козакиса-Типалдоса, который оставался на этой должности до 1863 года. Королевской хартией от 1866 года обе библиотеки были официально объединены в одну под названием «Национальная библиотека Греции».
16 марта 1888 года начато возведение нового здания из мрамора в неоклассическом стиле при финансовой поддержке представителей греческой диаспоры братьев Панагиса, Мариноса и Андреаса Валлианосов, выходцев из Кефалонии. Библиотека оставалась в здании университета в 1903 году, поскольку тот уже переехал в новый корпус, построенный по проекту Феофила Гансена и под руководством архитектора Эрнста Зиллера.
До 2018 г. библиотека оставалась в здании братьев Валлианосов.
Начиная с 4/1/2018 библиотека по адресу Panepistimiou, 32 закрылась для публичного пользования в связи с переездом в новое здание, расположенное в Культурном центре фонда Ставроса Ниархоса по адресу Syngrou Avenue, 364.
В декабре 2018 г. доступность всех фондов библиотеки в новом здании была ограниченной, датой начала полноценного функционирования библиотеки определён январь 2019 г.